# Spreewaldbank
Die Spreewaldbank eG ist eine deutsche Genossenschaftsbank mit Sitz in der brandenburgischen Kreisstadt Lübben (Spreewald) im Landkreis Dahme-Spreewald.

## Geschichte

Der Aufsichtsrat der Spreewaldbank, 1860

Die Geschichte der Bank reicht bis in das Jahr 1860 zurück. Damals, noch unter königlicher Herrschaft, veröffentlichten vier Geschäftsleute im Lübbener Kreisblatt einen Aufruf, der zur Gründung eines Vorschussvereins aufforderte. Dessen Aufgaben sollten zunächst die Hereinnahme von Geldern und erste Ausreichung von Krediten gegen Wechsel sein. 72 Bürger trafen sich am 2. Oktober 1860, um eine Satzung auszuarbeiten. Die Geschäftstätigkeit wurde am 1. November 1860 in einem kleinen Zimmer in der Hauptstraße aufgenommen. Das erste Geschäftsjahr schloss mit einer Jahresbilanz von 102.000 Reichsmark ab. 25 Jahre später war die Bilanzsumme auf 1,4 Millionen Reichsmark angewachsen.
Im Jahr 1910 wuchs die Mitgliederzahl auf 1.000 an. Im Jahr 1914 ließ die Bank das Gebäude in der Poststraße 9 in Lübben errichten, welches noch heute zusammen mit einem Neubau als Hauptsitz genutzt wird. Nach dem Ersten Weltkrieg und der Inflation waren von der Bilanzsumme von über zwei Millionen Reichsmark 84.000 Reichsmark übrig. Ende der 1930er Jahre wurde die Bank in Volksbank umfirmiert. Der einige Jahre später ausgebrochene Zweite Weltkrieg führte zu Kriegsende zu einer kurzzeitigen Schließung des Bankhauses. Am 1. November 1946 wurde die Bank wieder eröffnet.
Die Entwicklung zu Zeiten der DDR wurde gehemmt durch politische Einflüsse. Die Möglichkeiten der Bank waren stark eingeschränkt. So bedurften beispielsweise Kreditausreichungen staatlicher Zustimmung. Im Jahr 1974 kam es gegen den Willen unserer Mitglieder zu einer Umfirmierung in Genossenschaftskasse für Handwerk und Gewerbe der DDR. Alles deutete darauf hin, dass eine Angliederung der Genossenschaftsbank an die Staatsbank beabsichtigt war. Im Herbst 1989 setzte mit der politischen Wende auch der Umbruch der gesamten Wirtschaft ein. Im Februar 1990 wurden Förderkredite in DM an Mittelständler ausgereicht. Als erstes Kreditinstitut im ehemaligen Bezirk Cottbus nahm die Bank ihren alten Namen wieder an. Aus der Genossenschaftskasse für Handwerk und Gewerbe wurde die Volksbank eG.
1993 entschlossen sich die Mitglieder der damaligen Volksbank Lübben e.G. und der Raiffeisenbank Lübben e.G. ihren weiteren Weg gemeinsam zu gehen. Diese Entscheidung mündete in einer Fusion, die am 30. Juni 1993 vollzogen wurde. Die daraus entstandene Genossenschaftsbank führte den Namen Spreewaldbank eG Volksbank-Raiffeisenbank. Ende 1998 erfolgte eine weitere Fusion der Spreewaldbank eG Volksbank-Raiffeisenbank mit der damaligen Raiffeisenbank Oberspreewald eG mit dem Sitz in Vetschau/Spreewald zur heutigen Spreewaldbank eG.

## Rechtsverhältnisse
Die Spreewaldbank eG ist im Genossenschaftsregister beim Amtsgericht Cottbus unter GnR 123 eingetragen.

## Organisationsstruktur
Rechtsgrundlagen sind das Genossenschaftsgesetz und die durch die Vertreterversammlung beschlossene Satzung. Organe der Bank sind der Vorstand, der Aufsichtsrat und die Vertreterversammlung.

## Sicherungseinrichtung
Die Spreewaldbank eG ist der amtlich anerkannten Sicherungseinrichtung des Bundesverbandes der Deutschen Volksbanken und Raiffeisenbanken GmbH und der zusätzlichen freiwilligen Sicherungseinrichtung des Bundesverbandes der Deutschen Volksbanken und Raiffeisenbanken e.V. angeschlossen.

## Geschäftsausrichtung
Die Spreewaldbank eG betreibt das Universalbankgeschäft. Sie gehört der genossenschaftlichen Finanzgruppe Volksbanken-Raiffeisenbanken an. Im Verbundgeschäft arbeitet sie mit der DZ Bank, R+V Versicherung, Bausparkasse Schwäbisch Hall, Teambank, VR Leasing,  DZ Hyp und der Union Investment zusammen.